# Bartolomé de la Plaza
Bartolomé de la Plaza (falecido em 1602) foi um prelado católico romano que serviu como bispo de Santiago de Cuba (1597–1602).

## Biografia
Bartolomé de la Plaza nasceu na Espanha e foi ordenado sacerdote na Ordem dos Frades Menores. A 10 de novembro de 1597, foi nomeado durante o papado do Papa Clemente VIII como Bispo de Santiago de Cuba. Em 1598, foi consagrado bispo. Aerviu como Bispo de Santiago de Cuba até à sua morte em 1602.